# Sjöfolk & landkrabbor
Sjöfolk & landkrabbor är ett studioalbum av vissångaren Fred Åkerström, utgivet 1978 på skivbolaget Metronome.
Sjöfolk & landkrabbor producerades av Anders Ekdahl som även arrangerade vissa av visorna och medverkade som pianist. Albumet spelades in i oktober 1978 i Metronomes studio i Stockholm. Medverkande musiker var Lennart Nyhlén (gitarr), Lars Pettersson (bas), Lennart Wärmell (dragspel) och Åkerström (sång). Albumet utgavs på CD 1990.

## Innehåll
1. "Båklandets vackra Maja" (musik Hanna Hagbom, text Arvid Mörne)
2. "Nödhamn" (Ruben Nilson)
3. "Katinka, Katinka – Gårdsangervisa" (musik Niels Clemmensen, text Sigfred Pedersen)
4. "Sjömanskistan" (Martin Nilsson)
5. "Han hade seglat för om masten" (traditionell)
6. "Den sorte seiler" (Erik Bye)
7. "Stängd teater" (Fritz Sjöström)
8. "Søren Bramfris lærkesang" (musik Niels Clemmensen, text Sigfred Pedersen)
9. "Luffarevisa" (Martin Nilsson)
10. "Storbynatt" (musik Lars Klevstrand, text Rudolf Nilsen)
11. "Nordsjön" (Martin Nilsson)

## Medverkande
- Anders Ekdahl – producent, arrangemang, piano
- Lennart Nyhlén – gitarr
- Lars Pettersson – bas
- Lennart Wärmell – dragspel
- Fred Åkerström – sång

## Listplaceringar
| Lista (1979) | Topplacering |
| ------------ | ------------ |
| Sverige      | 30           |